# Cocorova, Mehedinți
Cocorova este un sat în comuna Șișești din județul Mehedinți, Oltenia, România. Specificul localitatii este relieful deluros subcarpatic cu paduri seculare care o inconjoara Localitatea se afla la 19 km de Drobeta Turnu Severin pe DN 67 spre Tg. Jiu.
Localitatea face parte din Geoparcul Platoul Mehedinți care este o arie protejată de interes național ce corespunde categoriei a V-a IUCN (parc natural).
Activitati specifice zonei: creșterea animalelor, cultură grâu și porumb, prelucrare produse ceramice, argilă, cahle teracotă, cărămidă, vase de lut, livezi de pomi fructiferi, viță de vie
Flora locala este specifica lumii vegetale din arealul in care conditiile genetice ale vegetatiei se intrepatrund cu conditiile de relief edifice, topoclimatice.Este o flora luzurianta si un strat ierbaceu cu bogata reprezentare, mojoritatea speciilor facand parte din grupul de elemente eurasiatice caracteristice pentru Romania, cu influente mediteraneene , balcanice. 
Traiesc aici specii de copaci si arbusti intre care: fagul, salcamul, cerul, garnita, gorunul, stejarul, carpentul, frasinul, platinul, artarul, mesteacanul, catina, alunul, castanul, salcia, arinul, plopul, murul, liliacul, paducelul, rachita, socul, coacazul, zmeurul, porumbarul, macesul. Dintre pomii livezilor trebuie mentionati: corcodusul, marul, parul, nucul, ciresul, visinul, dudul, gutuiul, piersicul, caisul.
Este impresionant sa intalnesti intr-o zona restransa atatea specii apartinand vegetatiei de munte, de deal si podis dar si de campie si lunca, de balta si apa. 
Fauna dezvoltata in conditii pedoclimaterice si intr-o vegetatie atat de diversificata este la randu-I bogata si variata. 
Astfel mediul acvatic oferit de raul Cosustita este populat de specii de peste ( cleana, mreana, scobarul,platica, tiparul,coara), carora li se adauga batracienii, sarpele de balta si maruntele vietuitoare acvatice. Bogatia de pasari cuprinde: vrabia, pitigoiul, cotofana, mierla, privighetoarea, cioara, ciocanitoarea, uliul, cucul, rata salbatica, pitpalacul,  potarnichea, pupaza, randunica,gugustiucul, graurul,liliacul. Animalele sunt reprezentate de: iepure, vulpe,mistret,caprior, lup, bursuc, pisica salbatica,vidra,veverita,soarece, sobolan,popandau, cartita,nevastuica. Se intalnesc numeroase specii de fluturi mai mult ori mai putin colorati,licurici,serpi,naparci,gusteri,salamander,broaste testoase de uscat si de apa, melci,omizi,viermi,greieri,lacuste,furnici,gandaci,viespi,tauni,tantari,gargauni,libelule, carabusi,albine,etc.
Obiceiuri si credințe populare
Obiceiurile de iarnă se întâlnesc în lunile decembrie – ianuarie si se referă la
sărbătorile Crăciunului si ale Anului Nou.
În Ajunul Crăciunului copiii merg în „colindeți” (colindat). Ei trec pe la toate casele
satului, iar gospodarii ies la porți întâmpinându-si musafirii cu colăcei („colindeți”),
biscuiți, vin fiert sau țuică fiartă.
Steaua este un obicei religios. Copiii, până în jur de 14 ani, îsi construiesc din lemn
si hârtie o stea cu colțuri pe care pictează Nasterea Mântuitorului si figuri de sfinți.
Iluminată din interior de o lumânare, steaua din mâinile copiilor creeaza în noapte o
atmosferă de vrajă in timp ce copiii interpretează minunatele cântece de stea.
Vicleiul este o dramă populară având ca temă nasterea lui Isus, călătoria si
înfățisarea cu daruri a magilor. Sunt aceleasi cântece ca la stea, interpretate de cei patru
eroi ai carnavalului, numai că melodiile sunt mai lente.
Plugusorul este un străvechi obicei agrar, o urare de Anul Nou. Plugusorul este
construit din lemn, împodobit cu cetină, cu panglici si hârtii colorate multicolor, fiind
purtat de o ceată de 3-4 baieți îmbracați în costum național.
Caprița este un joc de pantomimă, jucătorul animalului mergând fie în două, fie în
patru picioare, respectând ritmul impus de cântecul însoțitorilor care se folosesc în
versuri de improvizații locale, hazlii.
Nedeia sau ruga. Fiecare sătuc al comunității, ca toate asezările rurale ale Olteniei,
are o sărbătoare a satului, nedeie sau rugă. Este ziua în care sătenii îsi primenesc casele
si sufletele si asteaptă oaspeți, rude si prieteni cu mesele pline de bucate. Acum se
organizează hore ale satului la care se petrece până în zorii zilei. Nedeia este de fapt o
sărbătoare religioasă cinstită cum se cuvine – Sfântul Ilie, 20.iulie